# Laghi Band-e Amir
Il complesso dei laghi Band-e Amir (dal persiano بند امیر, Band-e Amīr, «bacini dell comandante») si trova in Afghanistan, sull'Hindu Kush, nella provincia di Bamiyan, ed è formato da sei laghi in successione intervallati da sbarramenti naturali di travertino, in maniera simile ai laghi di Plitvice. Nel 2009 sono stati designati come primo parco nazionale dell'Afghanistan.
Gli sbarramenti naturali si sono formati in prossimità di forti dislivelli nel letto dei torrenti: in tali punti, dove la corrente cessava di essere calma e diventava turbolenta, il carbonato di calcio disciolto nell'acqua è precipitato, trasformandosi con il tempo in travertino. Anche organismi vegetali come le colonie di cianobatteri e clorofite, i muschi e le alghe svolgono un ruolo essenziale nella precipitazione dei composti di calcio disciolti, in quanto, trattendoli, fanno sì che si depositino come travertino e vadano a formare gli sbarramenti.
La formazione dei depositi di travertino ebbe luogo nelle fasi interglaciali (le prove indicano almeno due fasi glaciali durante il Quaternario) e prosegue nell'attuale fase postglaciale.

## I sei laghi
I singoli laghi, con i relativi sbarramenti di travertino, hanno i seguenti nomi:
- Band-e Haibat (in persiano بند هیبت, Bande Heibat, «lago delle meraviglie»). Heibat è una parola presa in prestito dall'arabo Haiba (هيبة), che, in ambito religioso, significa amore universale, dignità, grandezza, timore reverenziale, dignità, rispetto, stima o paura.[4];
- Band-e Zulficar («lago/diga di Zulficar», dal nome proprio della spada a due punte di Alì);
- Band-e Qanbar («lago/diga di Qanbar»[5]);
- Band-e Panir («lago/diga di formaggio»);
- Band-e Gholaman («lago/diga degli schiavi»);[6]
- Band-e Pudina («lago/diga di menta»).

Nelle immediate vicinanze, anche se non appartiene propriamente alla catena dei sei laghi, si trova anche il
- Kassa Band («lago ciotola» o «lago fornace»).

Un altro ottavo lago è oggi completamente prosciugato.

## La leggenda della formazione dei laghi
Quando Maometto, il fondatore dell'Islam, morì nel 632 d.C., il potere religioso in Arabia venne preso da suo suocero. Alì, cugino e genero del Profeta, che molti consideravano un successore molto più degno, fu costretto all'esilio. Le varie speculazioni su dove avesse trovato rifugio fecero sì che nascesse la seguente leggenda: Alì avrebbe raggiunto l'Afghanistan con il fedele servitore Kambar prima che l'Islam vi prendesse piede. Nella valle di Band-e Amir i due furono sorpresi da un principe malvagio che voleva farli prigionieri. Alì imprecò e fuggì su una montagna, da dove scagliò una pietra contro i suoi inseguitori. La caduta del sasso innescò una frana, che a sua volta arginò il corso del fiume, facendo sì che si formasse un lago. Questo lago e la sua diga naturale presero il nome di Band-e Haibat. Alì colpì un altro masso con la sua spada, creando il Band-e Zulficar. Ad un cenno del suo maestro, Kambar creò il terzo lago colmando il Band-e Kambar. Alì poi gettò nel fiume alcune forme di formaggio che le donne della zona gli avevano preparato, creando il Band-e Panir. Gli schiavi che Alì liberò dal dominio oppressivo del tiranno crearono il Band-e Gholaman. La sesta e ultima diga, il Band-e Pudina, si formò quando Alì lanciò alcuni ramoscelli di menta nel fiume.

## Il parco nazionale
La regione dove si trovano questi laghi è costituita da un altopiano ondulato a circa 3000 m di quota, tagliato in due dal canyon dove si trovano i laghi stessi. Alcune delle montagne circostanti raggiungono i 3700 m. Nella zona regna un clima continentale reso particolarmente estremo dall'altitudine. La regione è quasi costantemente ammantata di neve da novembre a marzo, mentre il periodo vegetativo, di quattro-cinque mesi, ha inizio con la fine della stagione delle piogge, a maggio. Le precipitazioni sono scarse (300 mm annui circa) e determinano lo sviluppo di una vegetazione steppica. La pianura è caratterizzata da specie proprie della steppa, in particolare appartenenti ai generi Artemisia e Acantholimon, delle quali si nutrono le greggi di pecore e capre al pascolo.
Dal punto di vista geologico, la regione è caratterizzata da arenaria calcarea, il cui carattere varia dal sabbioso-marnoso all'argilloso. Gli altopiani delle montagne tabulari circostanti sono formate da conglomerati calcarei o calcari stratificati. I suoli sono formati dall'erosione del substrato ad opera degli agenti atmosferici e non hanno orizzonti pronunciati. Nelle zone umide si formano ristagni d'acqua, dove possono formarsi prati con corrispondenti terreni costituiti da humus. Affioramenti salini si possono vedere dove i prati umidi si seccano.
In prossimità dei laghi vivono markhor e urial; la fauna ittica è fortemente diminuita a causa della pratica della pesca con le bombe a mano. Il governo spera che la designazione dell'area come parco nazionale nell'aprile 2009 attirerà i turisti nella regione.
Important Bird and Biodiversity Area
Nel 1994 l'area è stata designata come Important Bird and Biodiversity Area, per le 152 specie di uccelli registrate, alcuni delle quali in via di estinzione.